# Karl Dahl
Karl Frimann Dahl, född 19 september 1868, död 1953, var en norsk jurist och socialpolitiker.
Efter juridiska studier blev Dahl 1902 redaktör för Bergens Tidende och praktiserade från 1903 som advokat i Bergen, till han 1918 blev extra ordinarie assessor vid Höjesteret, där han 1922 blev ordinarie domare. Sin mest betydande insats gjorde Dahl som ordförande i kommittén för utredning om arbetarnas andel i företagens ledning och vinst och i socialiseringskommittén, vars 1924 publicerade betänkande präglas av en rent socialistisk inställning.